# Günter Franzen

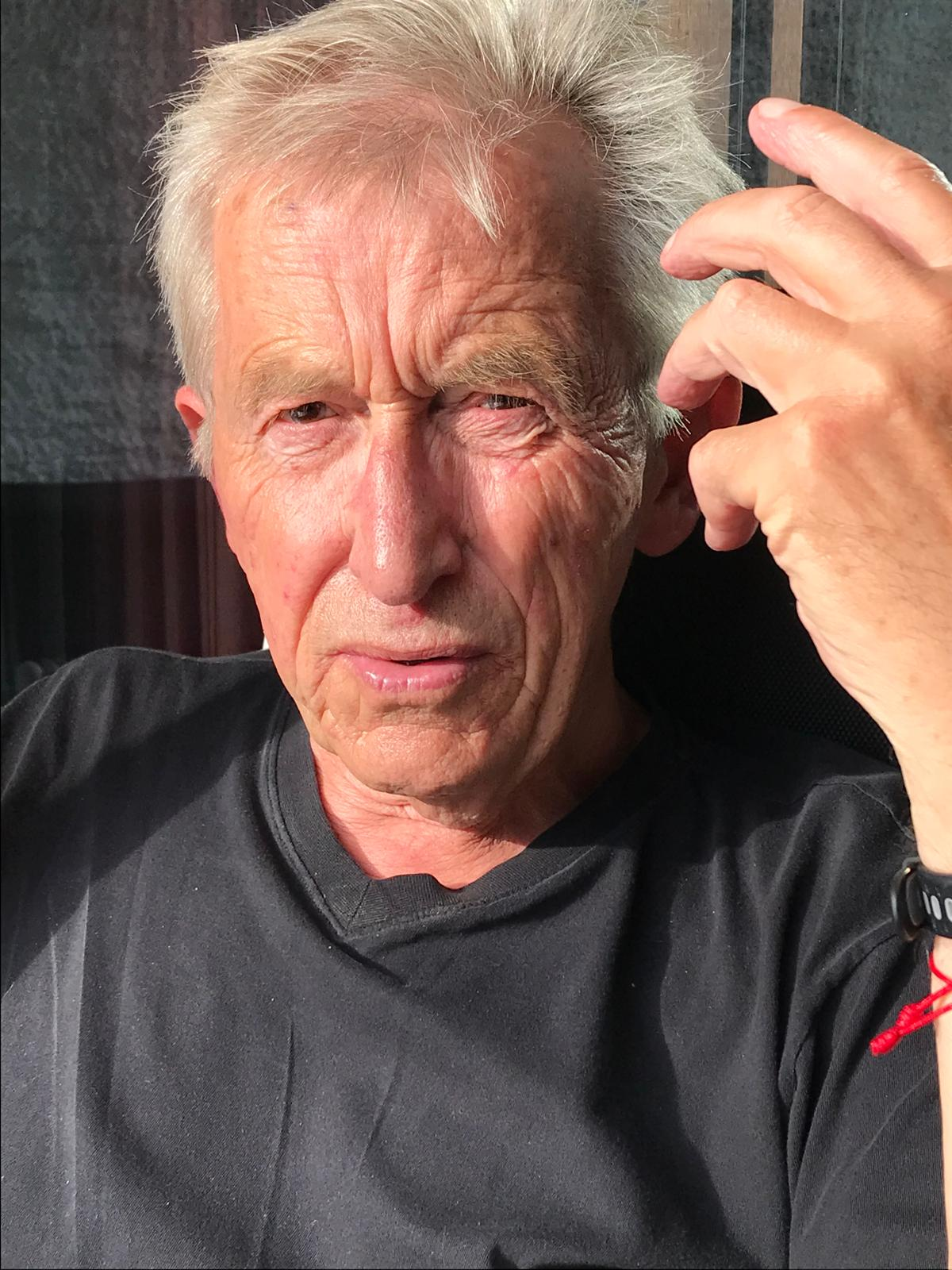
Günter Franzen

Günter Franzen (* 17. Januar 1947 in  Münden (Hann. Münden)) ist ein deutscher Schriftsteller, Gruppenanalytiker und Essayist.

## Leben
Günter Franzen absolvierte ein Studium zum Diplom-Pädagogen und zum Diplom-Sozialarbeiter. Er lebt als Schriftsteller und Psychotherapeut in Frankfurt am Main und ist freier Mitarbeiter der Frankfurter Allgemeinen Sonntagszeitung, der Frankfurter Hefte/Neue Gesellschaft und des Deutschlandradios Kultur. Sein Werk umfasst Romane, Erzählungen und Essays. 1988 nahm er am Ingeborg-Bachmann-Wettbewerb und 1991 am Wettbewerb um den Internationalen Publizistikpreis in Klagenfurt teil.
Er war verheiratet, seine Frau starb 2009.

## Schriften
- Haut gegen Haut. Reinbek bei Hamburg 1982.
- mit Boris Penth: Last exit. Reinbek 1982.
- Muskelspiele. Reinbek bei Hamburg 1984.
- Kindskopf oder Die Erfindung des tiefsten Blaus, Düsseldorf 1987.
- Komm zurück, Schimmi! Hamburg 1992.
- Der Mann, der auf Frauen flog. Reinbek 1992.
- Ein Fenster zur Welt. Frankfurt am Main 2000.
- Zeit des Zorns. Tagebuch einer Trauer. Freiburg 2011 (Essay, der den Tod seiner Frau Franziska Lorenz thematisiert).
- Dein Tod wird uns nicht scheiden Freiburg 2013 (E-Book).
- Späte Liebe. Wie ich im Internet die Frau fürs Leben suchte und fand. Aufbau, Berlin 2019.
- Sense! Wie ein Hochbetagter die Welt sieht. Kindle Direct Publishing 2024, ISBN 9798875785504.
- Deutsch bis zum Meer. Texte 1988-2024. Kindle Direct Publishing 2025, ISBN 9798344749150.

## Essays (Auswahl)
- Wenn Frauen zuviel schreiben. Der Mann im Zeitalter seiner feministischen Reproduzierbarkeit. In: Die Zeit. 16. November 1990 (online [abgerufen am 26. Juni 2013]).
- Bosnien und die Deutschen. Der Spiegel vom 31. Januar 1994
- Auf der Suche nach der verlogenen Zeit. Kommune Heft 9 2001
- Brüder in Waffen. Erinnerungen an die RAF. Die Zeit vom 31. Januar 2001
- Der alte Mann und sein Meer. Die Zeit vom 7. Februar 2002
- Links, wo kein Herz ist. Der Spiegel vom 27. Oktober 2003
- Vor den Müttern sterben die Söhne. Kommune Heft 5 2004
- Hessisch Uganda. Ein ethnoanalytischer Selbstversuch. Kommune Heft 5 2008
- Der Idiot der Familie. Frankfurter Allgemeine Sonntagszeitung vom 15. Oktober 2006
- Schöne Aussicht. Frankfurter Allgemeine Zeitung vom 20. Juli 2007
- Ich auch. Frankfurter Allgemeine Sonntagszeitung vom 20. Januar 2008
- Keiner war reiner. Über Rudi Dutschke. Frankfurter Allgemeine Sonntagszeitung vom 18. Mai 2008
- Schlaf, Kindchen, schlaf. Ein Nachruf auf Madeleine McCann. Frankfurter Allgemeine Sonntagszeitung vom 14. September 2008
- Ich hatte keine Frau in Afrika. Frankfurter Allgemeine Sonntagszeitung vom 8. Februar 2009
- Der Milchmädchenreport. Frankfurter Allgemeine Sonntagszeitung vom 17. Mai 2009
- Kurze Geschichte ihres Todes. Frankfurter Hefte/Neue Gesellschaft. Januar 2010
- Lügen in Zeiten des Krebses. Frankfurter Allgemeine Sonntagszeitung vom 9. September 2012
- Die Wacht am Main. Aufregung um die Hymne. In: Frankfurter Allgemeine Sonntagszeitung. 3. November 2012 (online [abgerufen am 26. Juni 2013] Polemische Verteidigung eines Musiklehrers, der seine Schüler zwang, die erste Strophe des Deutschlandliedes zu singen).
- Pornografie des Herzens. Frankfurter Allgemeine Sonntagszeitung vom 24. November 2013.
- Wir alle fallen. Über das gewöhnliche Unglück. Homepage der katholischen Telefonseelsorge Frankfurt, Januar 2014.
- Last Minute. Frankfurter Allgemeine Sonntagszeitung vom 7. Dezember 2014.
- Alter Kämpfer in Pantoffeln. Frankfurter Allgemeine Sonntagszeitung vom 21. Mai 2017, S. 3.
- Luther light. Über den himmlischen Vater und sein deutsches Bodenpersonal. In: F.A.S. Nr. 40, 8. Oktober 2017, S. 3.
- Das ist die Liebe der Senioren. Frankfurter Allgemeine Sonntagszeitung vom 29. Oktober 2017, 12. November 2017 und 19. November 2017.

## Herausgeberschaft
- Hüten und Hassen, Hamburg 1988